# Куинси (тауншип, Миннесота)
Куинси (англ. Quincy) — тауншип в округе Олмстед, Миннесота, США. На 2000 год его население составило 356 человек.

## География
По данным Бюро переписи населения США площадь тауншипа составляет 92,4 км², из которых 92,4 км² занимает суша, водоёмов нет.

## Демография
По данным переписи населения 2000 года здесь находились 356 человек, 124 домохозяйства и 97 семей.  Плотность населения —  3,9 чел./км².  На территории тауншипа расположена 131 постройка со средней плотностью 1,4 построек на один квадратный километр. Расовый состав населения: 97,75 % белых, 0,28 % азиатов и 1,97 % приходится на две или более других рас. Испанцы или латиноамериканцы любой расы составляли 0,56 % от популяции тауншипа.
Из 124 домохозяйств в 34,7 % воспитывались дети до 18 лет, в 73,4 % проживали супружеские пары, в 1,6 % проживали незамужние женщины и в 21,0 % домохозяйств проживали несемейные люди. 15,3 % домохозяйств состояли из одного человека, при том 6,5 % из — одиноких пожилых людей старше 65 лет. Средний размер домохозяйства — 2,87, а семьи — 3,18 человека.
26,1 % населения — младше 18 лет, 9,0 % — в возрасте от 18 до 24 лет, 30,1 % — от 25 до 44, 23,0 % — от 45 до 64, и 11,8 % — старше 65 лет. Средний возраст — 38 лет. На каждые 100 женщин приходилось 108,2 мужчин.  На каждые 100 женщин старше 18 приходилось 117,4 мужчин.
Средний годовой доход домохозяйства составлял 45 000 долларов, а средний годовой доход семьи —  60 750 долларов. Средний доход мужчин —  29 688  долларов, в то время как у женщин — 30 625. Доход на душу населения составил 19 492 доллара. За чертой бедности находились 4,5 % семей и 3,7 % всего населения тауншипа, из которых 10,3 % старше 65 лет.